# آبل تاماتا
آبل تاماتا (بالهولندية: Abel Tamata) (و. 1990  م) هو لاعب كرة قدم من مملكة هولندا، وجمهورية الكونغو الديمقراطية، ولد في بيرخن أوب زووم، مركز لعبه هو ظهير.

## مسيرته الكروية
لعب آبل تاماتا خلال مسيرته الاحترافية مع 5 أندية في عشرة مواسم ولم يسجل خلالها أي هدف ضمن 94 مباراة. حيث فاز في موسم واحد بالكأس وفي موسم واحد بالدوري.
خاض آبل تاماتا مسيرته مع نادي آيندهوفن في موسم 2010–11 في المرة الأولى واستمر معه طيلة ثلاثة مواسم ثم في موسم 2014–15 لمدة موسم واحد، مشاركًا طوالها في 28 مباراة ولم يسجل أي هدف. ثم انتقل إلى نادي رودا كيركراده في موسم 2012–13 لمدة موسم واحد، حيث شارك في 22 مباراة ولم يسجل أي هدف أيضًا. لينتقل بعدها إلى Jong PSV ‏ في موسم 2013–14 ولمدة موسمين، مشاركًا في 30 مباراة ولم يسجل أي هدف أيضًا. ثم انتقل إلى نادي غرونينغن في موسم 2015–16 ولمدة موسمين، مشاركًا في 14 مباراة ولم يسجل أي هدف أيضًا. هذا وانتقل لاحقًا إلى نادي أدو دين هاغ في موسم 2016–17 لمدة موسم واحد، لم يشارك في أي مباراة ولم يسجل أي هدف أيضًا.

## روابط خارجية
- آبل تاماتا على موقع الاتحاد الأوربي (الإنجليزية)
- آبل تاماتا على موقع قاعدة بيانات كرة القدم.إي يو (الإنجليزية)
- آبل تاماتا على موقع ناشيونال فوتبول تيمز (الإنجليزية)
- آبل تاماتا على موقع Soccerway.com (الإنجليزية)
- آبل تاماتا على موقع AS.com (الإسبانية)